# Jamaica nos Jogos Olímpicos de Verão de 1964
A Jamaica competiu nos Jogos Olímpicos de Verão de 1964, realizados em Tóquio, Japão, Porém não conquistou nenhuma medalha.